# Toeplitz-Vermutung

Beispiel: Die schwarze strichlierte Linie geht durch alle Eckpunkte der verschiedenen blauen Quadrate.

Bei der Toeplitz-Vermutung handelt es sich um eine ungelöste Fragestellung aus der Geometrie: Enthält jede geschlossene Jordan-Kurve alle Eckpunkte eines Quadrates?
In einigen Spezialfällen wurde die Vermutung bereits gelöst, bspw. wenn die Kurve konvex oder stückweise  glatt ist. Das Problem wurde erstmals von Otto Toeplitz im Jahr 1911 beschrieben. Die ersten positiven Ergebnisse wurden von Arnold Emch und Lew Genrichowitsch Schnirelman gefunden. Der allgemeine Fall ist offen (2016).

## Definition
Sei {\displaystyle C} eine geschlossene Jordan-Kurve. Ein Polygon {\displaystyle P} ist in {\displaystyle C} eingeschrieben, wenn alle Eckpunkte von {\displaystyle P} zu {\displaystyle C}  gehören. Die Toeplitz-Vermutung lautet:
Jede geschlossene Jordan-Kurve besitzt ein eingeschriebenes Quadrat.
Dabei ist es nicht notwendig, dass die Eckpunkte des Quadrates in einer gewissen Reihenfolge vorkommen.

## Beispiele
Manche geometrischen Darstellungen, wie zum Beispiel Kreis und Quadrat, lassen unendlich viele eingeschriebene Quadrate zu. Wenn es sich bei C um ein stumpfwinkliges Dreieck handelt, dann kann es genau ein eingeschriebenes Quadrat geben, bei rechtwinkligen Dreiecken kann es genau zwei geben, und spitze Dreiecke lassen genau drei zu.

## Gelöste Fälle
Ein naheliegender Ansatz wäre, das Problem des eingeschriebenen Quadrats zu lösen, indem man beweist, dass eine spezielle Klasse von geschlossenen Kurven immer ein eingeschriebenes Quadrat enthält, und anschließend eine beliebige Kurve durch eine Folge geschlossener Kurven approximiert und daraus schließt, dass es ein eingeschriebenes Quadrat gibt als Grenzwert der Quadrate, welche in die Kurvenfolge eingeschrieben werden können. Jedoch muss der Grenzwert einer Folge von Quadraten nicht notwendigerweise ein Quadrat sein, sondern kann auch ein einzelner Punkt sein.

### Stückweise analytische Kurven
Emch (1916) hat gezeigt, dass stückweise analytische Kurven immer eingeschriebene Quadrate haben. Insbesondere trifft das auf Polygone zu. Emch’s Beweis betrachtet die Kurven, die von den Mittelpunkten von denjenigen Sekanten, die parallel zu einer gegebenen Geraden sind, gebildet werden. Er zeigt, dass man, wenn diese Kurven mit den Kurven, die auf gleiche Weise für eine lotrechte Familie von Sekanten erzeugt wurden, geschnitten werden, eine ungerade Anzahl von Schnittpunkten erhält. Daher gibt es immer zumindest einen Schnittpunkt, der den Mittelpunkt einer in die Kurve eingeschriebenen Raute bildet. Durch kontinuierliche Rotation der beiden lotrechten Geraden und Anwendung des Zwischenwertsatzes zeigt er, dass zumindest eine dieser Rauten ein Quadrat ist.

### Lokal monotone Kurven
Walter Stromquist hat bewiesen, dass jede lokal monotone ebene einfache Kurve ein eingeschriebenes Quadrat zulässt.
Die Bedingung der lokalen Monotonie hat zur Folge, dass sich für jeden Punkt p die Kurve C lokal als Graph der Funktion {\displaystyle y=f(x)} darstellen lässt. Genauer gesagt: Für jeden Punkt {\displaystyle p} auf {\displaystyle C} existiert eine Umgebung {\displaystyle U(p)} und eine festgelegte Richtung {\displaystyle n(p)} (die Richtung der „{\displaystyle y}-Achse“), sodass keine Sehne von {\displaystyle C} in dieser Umgebung parallel zu {\displaystyle n(p)} ist. Lokal monotone Kurven beinhalten alle Polygone, alle geschlossenen konvexen Kurven sowie alle stückweisen C1-Kurven ohne Spitze.

### Kurven ohne spezielle Trapezoide
Eine schwächere Bedingung für die Kurve als die lokale Monotonie ist, dass für manche {\displaystyle \varepsilon >0} die Kurve keine eingeschriebenen sogenannte „spezielle Trapezoide“ der Größe {\displaystyle \varepsilon } hat. Ein spezielles Trapezoid ist dabei das Trapezoid mit drei gleich langen Seiten, jede davon länger als die vierte Seite. Die Eckpunkte des Trapezoids sind dabei so auf der Kurve angeordnet, dass ihre Reihenfolge mit dem eines Durchlaufs der Kurve im Uhrzeigersinn übereinstimmt. Als Größe des Trapezoids wird dabei die Länge des Teils der Kurve verstanden, der dem Verlauf entlang der drei gleich langen Seiten des Trapezoids entspricht. Dessen Größe ist Teil der Kurve, die um die drei gleich langen Seiten erweitert ist. Falls es keine derartigen Trapezoide gibt (oder eine gerade Anzahl davon), kann ein Grenzübergang ausgeführt und so gezeigt werden, dass die Kurven immer ein eingeschriebenes Quadrat haben.

### Kurven im Kreisring
Wenn eine Jordan-Kurve in einem Kreisring liegt, dessen Außenradius höchstens {\displaystyle (1+{\sqrt {2}})}-mal so groß wie der Innenradius ist, und die Kurve so gezeichnet ist, dass sie den inneren Kreis vom äußeren trennt, dann besitzt sie ein eingeschriebenes Quadrat. Falls diese Kurve durch eine geschlossene Kurve approximiert werden kann, dann sind alle „großen“ Quadrate, die den Mittelpunkt des Kreisrings beinhalten und in dieser Approximation eingeschrieben sind, topologisch von den Quadraten getrennt, die den Mittelpunkt des Kreisrings nicht enthalten. Der Grenzwert der Folge der großen Quadrate muss wieder ein großes Quadrat sein und fällt nicht zu einem einzelnen Punkt zusammen. Daher darf der Grenzwertsatz angewandt werden.

### Symmetrische Kurven
Zentralsymmetrische Kurven besitzen ebenfalls eingeschriebene Quadrate, sogar Fraktale wie zum Beispiel die Koch-Kurve.

### Glatte Kurven
Der Beweis für geschlossene glatte Jordan-Kurven gelang Schnirelman 1929. 2020 zeigten Joshua Greene und Andrew Lobb, dass die Kurve in diesem Fall ein Rechteck enthält, das ähnlich zu einem beliebigen Rechteck ist (gekennzeichnet durch das Verhältnis der Seitenlängen). Das Toeplitz-Problem ist allgemeiner für beliebige Jordan-Kurven gestellt. Diese müssen nicht glatt sein, sondern nur stetig.

## Varianten und Generalisierung
Man kann sich die Frage stellen, ob auch andere Formen in eine beliebige Jordan-Kurve eingeschrieben werden können. Es ist bekannt, dass es für jedes Dreieck {\displaystyle \Delta } und jede geschlossene Jordan-Kurve {\displaystyle C} ein zu {\displaystyle \Delta } ähnliches Dreieck gibt, das in {\displaystyle C} eingeschrieben ist. Darüber hinaus ist die Menge der Eckpunkte solcher Dreiecke eine in der Kurve dichte Teilmenge. Es gibt vor allem immer ein gleichseitiges eingeschriebenes Dreieck. Es ist auch bekannt, dass jede geschlossene Jordan-Kurve ein eingeschriebenes Rechteck zulässt.
Manche Verallgemeinerungen der Toeplitz-Vermutung erwägen eingeschriebene Polygone für Kurven und sogar allgemeine Kontinua in höherdimensionalen euklidischen Räumen.
Stromquist hat zum Beispiel bewiesen, dass jede stetige geschlossene Kurve {\displaystyle C} im {\displaystyle \mathbb {R} ^{n}}, die die Bedingung, dass keine zwei Kreissehnen von {\displaystyle C} in einer geeigneten Nachbarschaft von irgendeinem Punkt senkrecht zueinander sind, erfüllt, ein eingeschriebenes Viereck mit gleichen Seiten und gleichen Diagonalen zulässt. Diese Klasse von Kurven beinhaltet alle {\displaystyle C^{2}}-Kurven.
Nielsen und Wright haben bewiesen, dass jedes symmetrische Kontinuum {\displaystyle K} in {\displaystyle \mathbb {R} ^{n}} viele eingeschriebene Rechtecke beinhaltet. Heinrich W. Guggenheimer konnte zeigen, dass jede Hyperfläche, die {\displaystyle C^{3}}-diffeomorph zu der Sphäre {\displaystyle S^{n-1}} ist, {\displaystyle 2n} Eckpunkte eines regulären Hyperwürfels beinhaltet.